# Blarney
Blarney (irlandais: An Bhlarna) est un village dans le sud de l'Irlande, se trouvant à 8 km au nord-ouest de Cork. C'est aussi le site du château de Blarney.
La ville de Blarney compte 2 539 habitants.

## Tourisme
La ville de Blarney est une attraction touristique majeure du comté de Cork. La plupart du temps, les gens viennent voir le château, embrassent la pierre et font des emplettes à Blarney Woolen Mills.

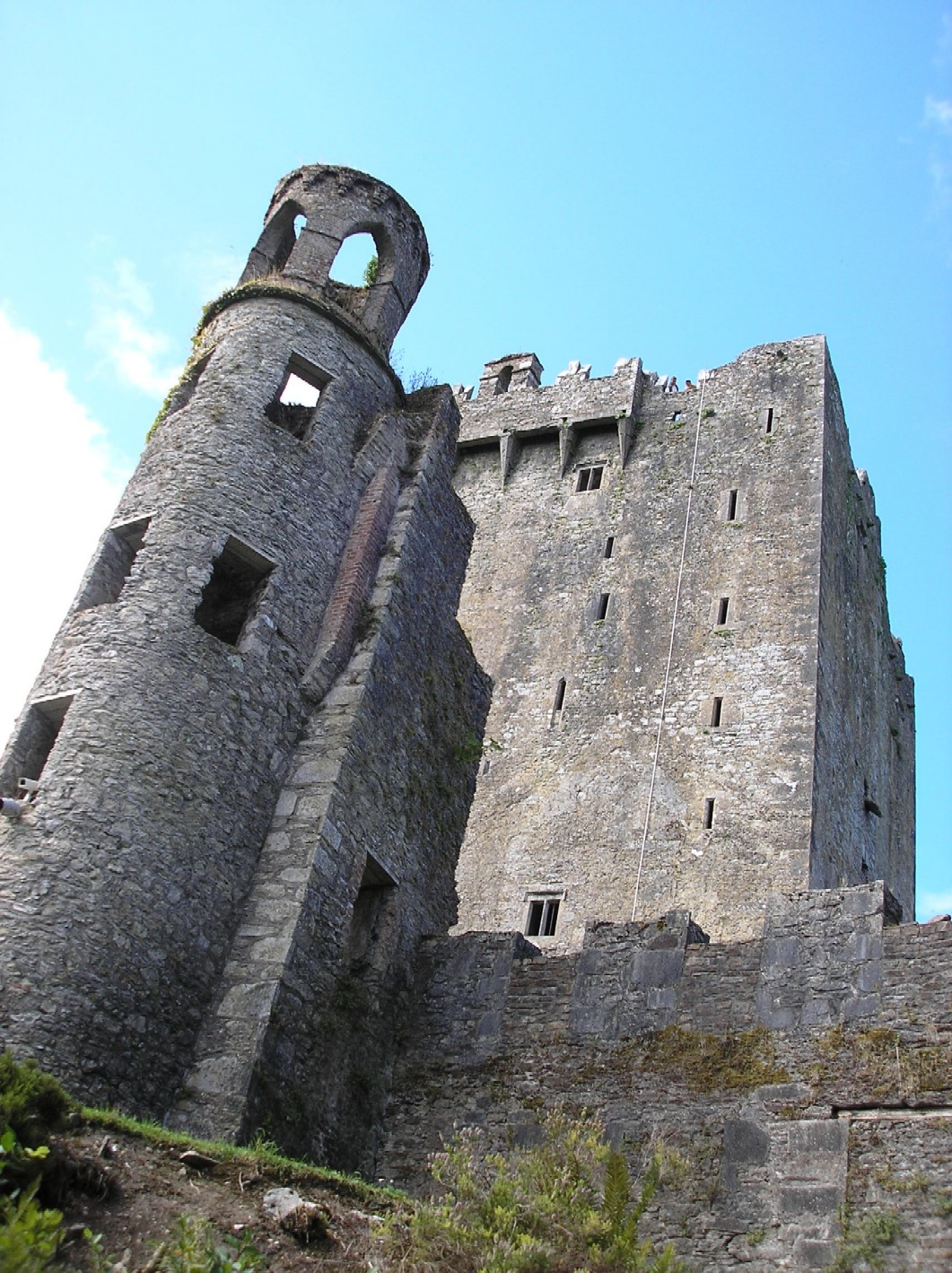
Château de Blarney
Pierre de Blarney
En embrassant la pierre de Blarney au château de Blarney, on prétend pouvoir recevoir le "Don du Gab" (éloquence, habileté à flatter ou persuader). La légende a plusieurs racines suggérées, impliquant des membres de la dynastie MacCarthy - des constructeurs et des propriétaires originaux du château de Blarney.

## Blarney Woolen Mills
Construit en 1823, Blarney Woollen Mills était à l'origine connu sous le nom de Mahony's Mills. C'était un moulin à eau produisant principalement du tweed et du lainage. Après la fermeture des magasins au début des années 1970, l’entreprise, Christy Kelleher, a transformé le moulin en boutique de souvenirs accueillant les touristes se rendant dans le village.

## Square
Le centre du village est dominé par le Square, un terrain couvert de pelouse où les habitants de Blarney et les habitants de la ville se rassemblent parfois pendant l’été.
Au fil des ans, plusieurs projets d’aménagement ont toujours provoqué de vives objections de la part des habitants. Auparavant, la place était utilisée pour les marchés.

## Transport
Blarney avait autrefois sa propre gare de chemin de fer à voie étroite. La ligne de chemin de fer du Cork and Muskerry Light Railway reliait la gare de Blarney (CMLR) à Cork; elle a ouvert en 1887 mais a fermé le 29 décembre 1934. Depuis 2016, une nouvelle gare proposée à Blarney (qui devait initialement être mise en service quelques années auparavant sur la ligne de chemin de fer Dublin-Cork) est toujours au stade du projet.
La ville est desservie par un certain nombre de services de bus Éireann, notamment le bus numéro 215 toutes les demi-heures de Mahon Point via le centre-ville de Cork et le bus numéro 235 de la ville de Cork à une fréquence moindre.
L'aéroport le plus proche est l'aéroport de Cork.

## Économie et médias
L’économie de Blarney dépend du commerce touristique en grande partie américain, avec de nombreux hôtels et chambres d’hôtes de la région pour répondre à la demande.
Le Muskerry News est le journal local de Blarney et des régions avoisinantes. Il est imprimé tous les mois. Les stations de radio locales pouvant être captées dans la région de Blarney sont RedFM, C103 et 96FM.

## La démographie
Au recensement de 2016, la ville de Blarney avait une population de 2 539 habitants. Parmi eux, 90 % étaient des Irlandais blancs (Irlandaise), moins de 1 % des voyageurs irlandais, 7 % des autres ethnies blanches, moins de 1 % des Noirs, 1 % des Asiatiques, avec moins de 1 % des autres ethnies ou aucune appartenance ethnique déclarée. En termes de religion, Blarney était composé à 85 % de catholiques, à 5 % d’autres religions déclarées, et à un peu plus de  9 % d’aucune religion